# Conrad Flores
Conrad Flores Armstrong (27 de diciembre de 1983; Perú) es un director técnico peruano.

## Trayectoria

### Como entrenador
A principios de 2012 ingreso al Sporting Cristal de Lima donde entrenó a las categorías inferiores donde ganó 5 títulos y en 2019 se hizo cargo del equipo de Reserva ganando en su primer torneo con el club.
En abril de 2021 es presentado como entrenador de la selección de fútbol sub-17 del Perú hasta octubre donde reemplazó a Doriva Bueno convirtiéndose en entrenador de la Selección femenina de fútbol del Perú.

## Clubes
| Club                             | País | Año       |
| -------------------------------- | ---- | --------- |
| Sporting Cristal (C. Inferiores) | Perú | 2013-2018 |
| Sporting Cristal (Reserva)       | Perú | 2019-2020 |
| Selección Sub-17 de Perú         | Perú | 2021      |
| Selección femenina de Perú       | Perú | 2021      |

## Palmarés

### Como entrenador
- Copa Federación sub-17 (2): 2015 y 2018
- Copa Federación sub-14 (2): 2015 y 2017
- Copa Federación sub-13 (1): 2016
- Torneo de Reservas (1): 2019